# Beach Bunny
Beach Bunny est un groupe de rock américain formé en 2015 à Chicago, Illinois. Initialement le projet solo de la guitariste et chanteuse Lili Trifilio, Beach Bunny devient à partir de 2017 un groupe à part entière. Le groupe acquiert une certaine notoriété en 2019 après que la chanson « Prom Queen » soit devenue virale sur TikTok fin 2019. Leur chanson de 2020 « Cloud 9 » est également devenue virale sur TikTok en 2021.

## Biographie
Beach Bunny commence tout d'abord comme un projet solo en 2015 avec Lili Trifilio qui enregistre le single "6 Weeks". La même année, Trifilio sort sous le nom Beach Bunny son premier EP, intitulé Animalism,, suivi du deuxième EP intitulé Pool Party en 2016. En 2017, Beach Bunny sort son troisième EP en solo intitulé Crybaby avant que le groupe s'élargisse à une formation complète de quatre membres. En 2018, Beach Bunny sort son quatrième EP, intitulé Prom Queen,,,.
Le 31 octobre 2019, le groupe signe chez Mom + Pop Music et publie son premier album, Honeymoon, le 14 février 2020,. Honeymoon a été accueilli avec un large succès critique, apparaissant sur les listes des meilleurs albums de 2020 du New York Times et du magazine Rolling Stone. L'album contient notamment la chanson « Cloud 9 », qui est devenue la deuxième chanson du groupe à devenir virale sur TikTok.
En novembre 2020, le groupe publie un nouveau single intitulé "Good Girls (Don't Get Used)". Leur cinquième EP, Blame Game, sort.
En octobre 2021, le groupe sort le single « Oxygen », suivi par le single « Fire Escape » en mars 2022 avant d'annoncer la parution de leur deuxième album, Emotional Creature, sorti le 22 juillet 2022.
En juin 2024, le groupe publie « Vertigo », après une pause de 2 ans et en annonçant le départ du guitariste Matt Henkels. Le 25 septembre 2024, le groupe publie le single "Clueless".

## Membres
Membres actuels
- Lili Trifilio – chant, guitare rythmique, auteure-compositrice et parolière (2015–présent)
- Jon Alvarado – batterie (2017–présent)
- Anthony Vaccaro – basse (2019-2022) ; guitare solo (2022-présent)

Anciens membres
- Aidan Cada – basse (2017-2019)
- Matt Henkels – guitare solo (2017–2022)

Tournée
- Tay Norwood – basse (2022–présent)
- Claire Zhang – guitare électrique (2024–présent)

## Discographie

### Albums studio
| Titre              | Détails de l'album                                                                                              |
| ------------------ | --- |
| Honeymoon          | - Sortie : 14 février 2020 - Label : Mom + Pop - Format : LP, CD, cassette, téléchargement numérique, streaming |
| Emotional Creature | - Sortie : 22 juillet 2022 - Label : Mom + Pop - Format : LP, CD, cassette, téléchargement numérique, streaming |

### Compilation
| Titre                | Détails de l'album                                                |
| -------------------- | ----------------------------------------------------------------- |
| Prom Queen / Crybaby | - Sortie : 20 septembre 2019 - Label : Tripel Crown - Format : LP |

### EP
| Titre                         | Détails de l'EP                                                                                                 |
| ----------------------------- | --- |
| Animalism                     | - Sortie : 16 décembre 2015 - Label : Auto-produit - Format : téléchargement numérique, streaming               |
| Pool Party                    | - Sortie : 23 aout 2016 - Label : Auto-produit - Format : téléchargement numérique, streaming                   |
| Crybaby                       | - Sortie : 1 juin 2017 - Label : Auto-produit - Format : téléchargement numérique, streaming                    |
| Prom Queen                    | - Sortie : 10 aout 2018 - Label : Mom + Pop - Format : LP, cassette, téléchargement numérique, streaming        |
| Beach Bunny on Audiotree Live | - Sortie : 16 décembre 2018 - Label : Audiotree Music - Format : téléchargement numérique, streaming            |
| Blame Game                    | - Sortie : 15 janvier 2021 - Label : Mom + Pop - Format : LP, CD, cassette, téléchargement numérique, streaming |

### Singles
| Title                                        | Year | Certifications           | Album              |
| -------------------------------------------- | ---- | ------------------------ | ------------------ |
| "Sports"                                     | 2018 |                          |                    |
| "Prom Queen"                                 | 2018 | - BPI : Argent           | Prom Queen         |
| "Painkiller"                                 | 2018 |                          | Prom Queen         |
| "Dream Boy"                                  | 2019 |                          | Honeymoon          |
| "Ms. California"                             | 2019 |                          | Honeymoon          |
| "Cloud 9" (solo or featuring Tegan and Sara) | 2020 | - ARIA: Or - BPI: Argent | Honeymoon          |
| "Promises"                                   | 2020 |                          | Honeymoon          |
| "Good Girls (Don't Get Used)"                | 2020 |                          | Blame Game         |
| "Oxygen"                                     | 2021 |                          | Emotional Creature |
| "Christmas Caller"                           | 2021 |                          |                    |
| "Fire Escape"                                | 2022 |                          | Emotional Creature |
| "Karaoke"                                    | 2022 |                          | Emotional Creature |
| "Entropy"                                    | 2022 |                          | Emotional Creature |
| "Weeds"                                      | 2022 |                          | Emotional Creature |
| "Vertigo"                                    | 2024 |                          | TBA                |
| "Clueless"                                   | 2024 |                          | TBA                |